# Josef Moroder-Lusenberg
Josef Theodor Moroder, également connu sous le nom de  le Lusenberger, né le 28 mai 1846 à Urtijëi et mort le 16 février 1939 à Urtijëi, est un peintre et sculpteur, le plus éminent artiste de la famille Moroder du Grödenthal dans le Tyrol du Sud (Val Gardena, en Italie, au XXIe siècle).

## Biographie
Josef Theodor Moroder naît le 28 mai 1846 à St Ulrich dans le Tyrol, en Italie.
Quatrième de huit enfants, il perd son père à l'âge de huit ans. Il fait son apprentissage dans un atelier de sculpture sur bois sous la direction de Franz Prinoth, un sculpteur académique formé à l'Académie de Munich, et à l'âge de vingt ans, Josef ouvre son propre atelier. Les statues de Maria Addolorata et de la Vierge Marie dans l'église paroissiale d'Urtijëi sont des exemples de ses premières activités de sculpteur.
Sa première femme, Annamaria Sanoner, meurt après avoir donné naissance à leur quatrième enfant en 1874. Il épouse Felizitas Unterplatzer qui donne naissance à onze autres enfants. Elle s'occupe également de sa ferme et est active en tant qu'antiquaire. À trente ans, avec le soutien de Felizitas, il fréquente l'Académie de Munich (1876-1880) pour apprendre l'art de la peinture après avoir été impressionné à Vienne par la peinture de genre de Franz von Defregger, La danse dans les montagnes. Ses professeurs à Munich sont Joseph Knabl, Ludwig von Löfftz et Feodor Dietz. De 1880 à 1884, élève de Defregger; ils deviennent des amis proches et font de nombreux voyages de peinture à travers les villages du Trentin.
À Munich, Josef Moroder est influencé par la peinture de genre et la peinture historique de Defregger et par le mouvement de peinture réaliste-idéaliste de Wilhelm Leibl. De ses nombreux carnets de croquis, on peut voir avec quelle précision il observe la nature, le paysage et surtout le mode de vie tyrolien et alpin à Val Gardena. Nombre de ses peintures, aquarelles et croquis de fermes, de cabanes, de personnes et de portraits sont le témoignage d'un monde alpin perdu, qui était autrefois le Tyrol du XIXe siècle.
La romancière populiste-romantique Maria Veronika Rubatscher, connaissant bien l'artiste, écrit sa biographie en 1930 qui devient un roman populaire.
L'un de ses élèves est Ludwig Moroder-Lenert. La plupart des enfants de Josef, Johann Baptist, Friedrich (Rico), Alfons, Josef, Otto, Hermann deviennent des sculpteurs valables. Son fils Alfons (1882–1960) s'installe à Milwaukee où il crée une entreprise de vente d'autels pour les églises et de statues de saints partiellement produites par lui ou importées de son village natal, Urtijëi.

## Expositions
- Une grande exposition a eu lieu à Innsbruck en 1973.
- Les aquarelles de Josef Moroder ont été présentées à Bolzano, en Italie, en 1985.
- En 2009, deux expositions à Urtijëi et Bolzano, avec respectivement cent-vingt et cent œuvres.
- Le musée de Val Gardena à Urtijëi expose plus de trente de ses peintures à l'huile et aquarelles[2]

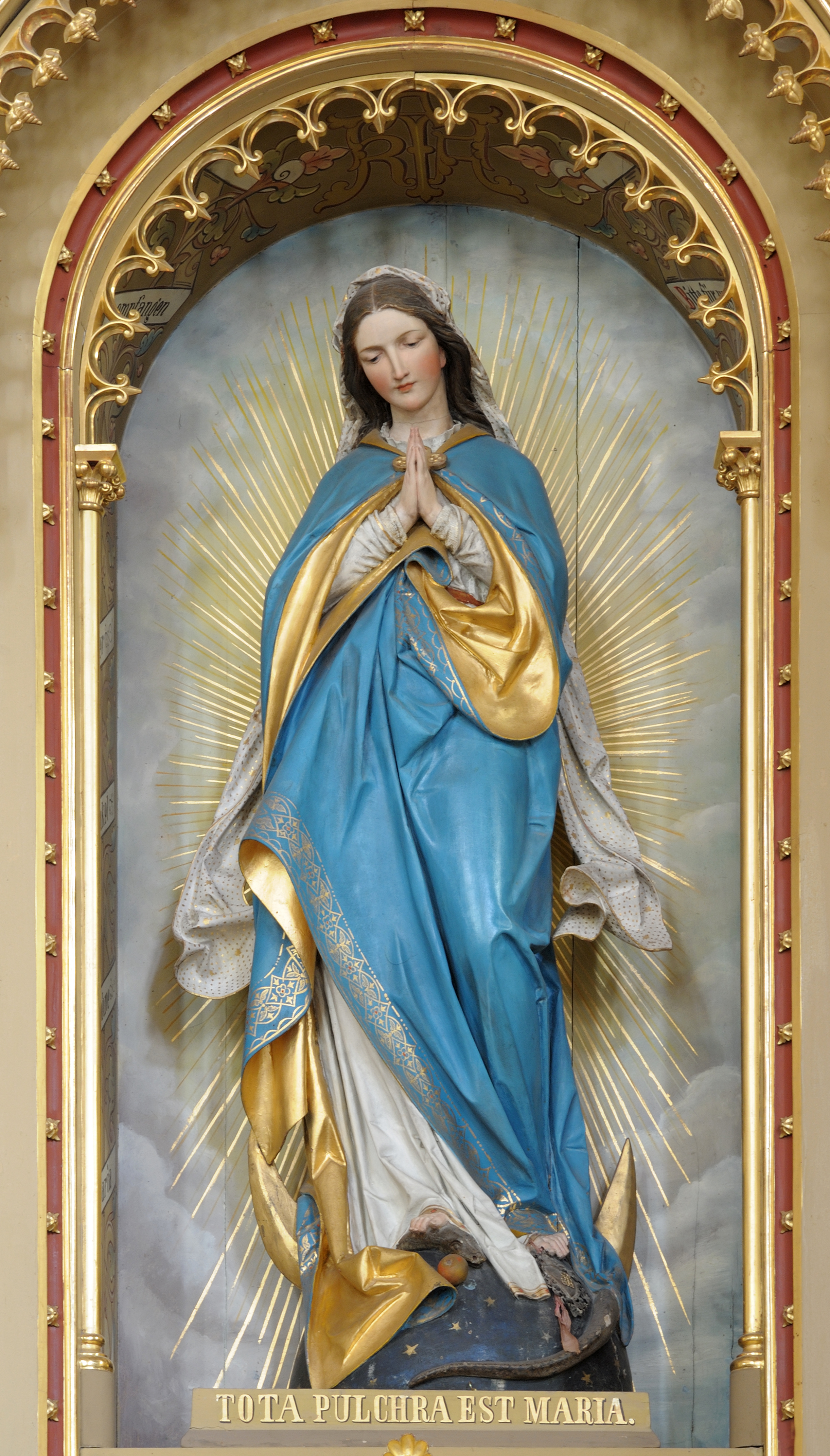
Vierge Marie dans l'église paroissiale d'Urtijëi par Josef Moroder-Lusenberg.
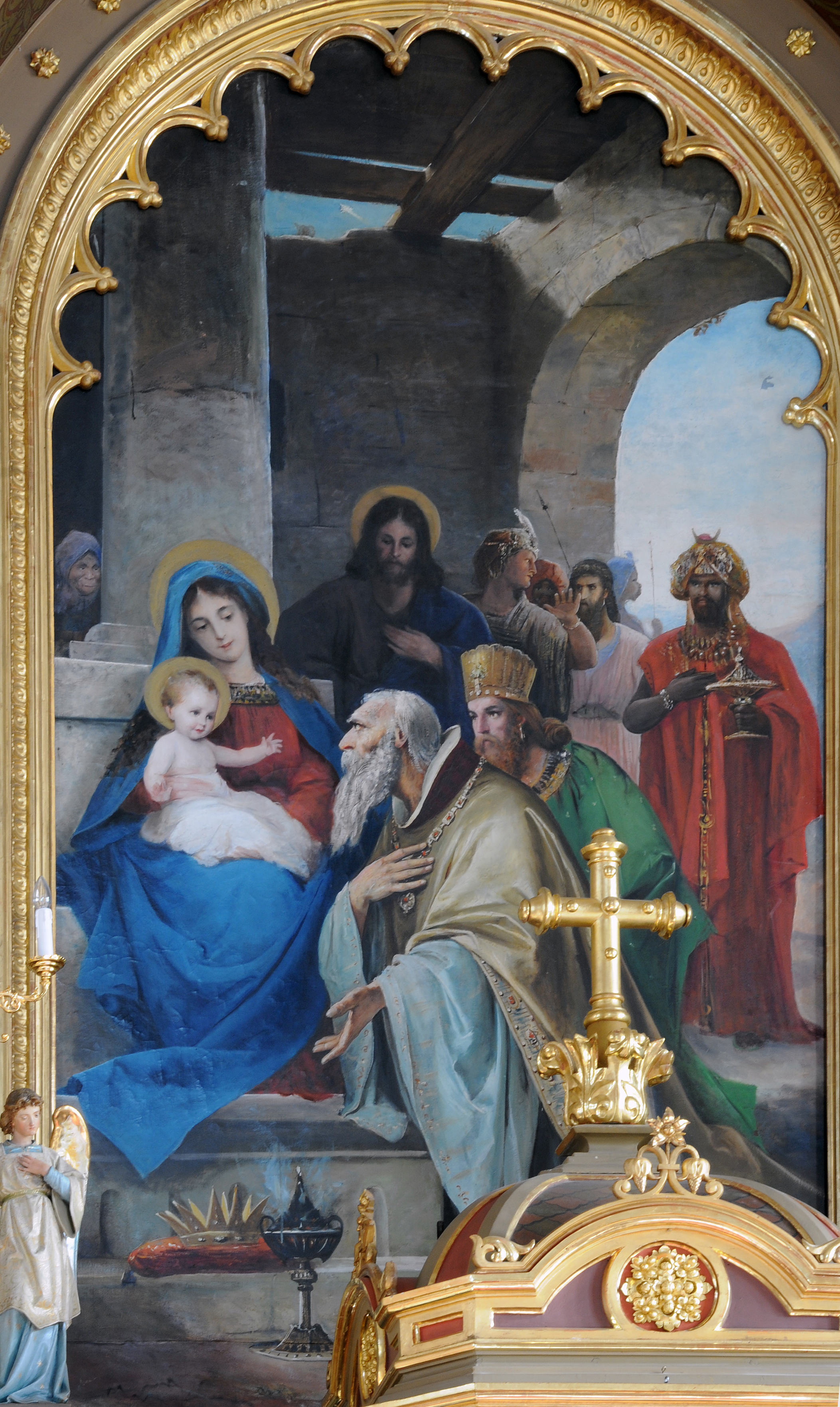
Adoration des mages dans l'église paroissiale d'Urtijëi par Josef Moroder-Lusenberg.
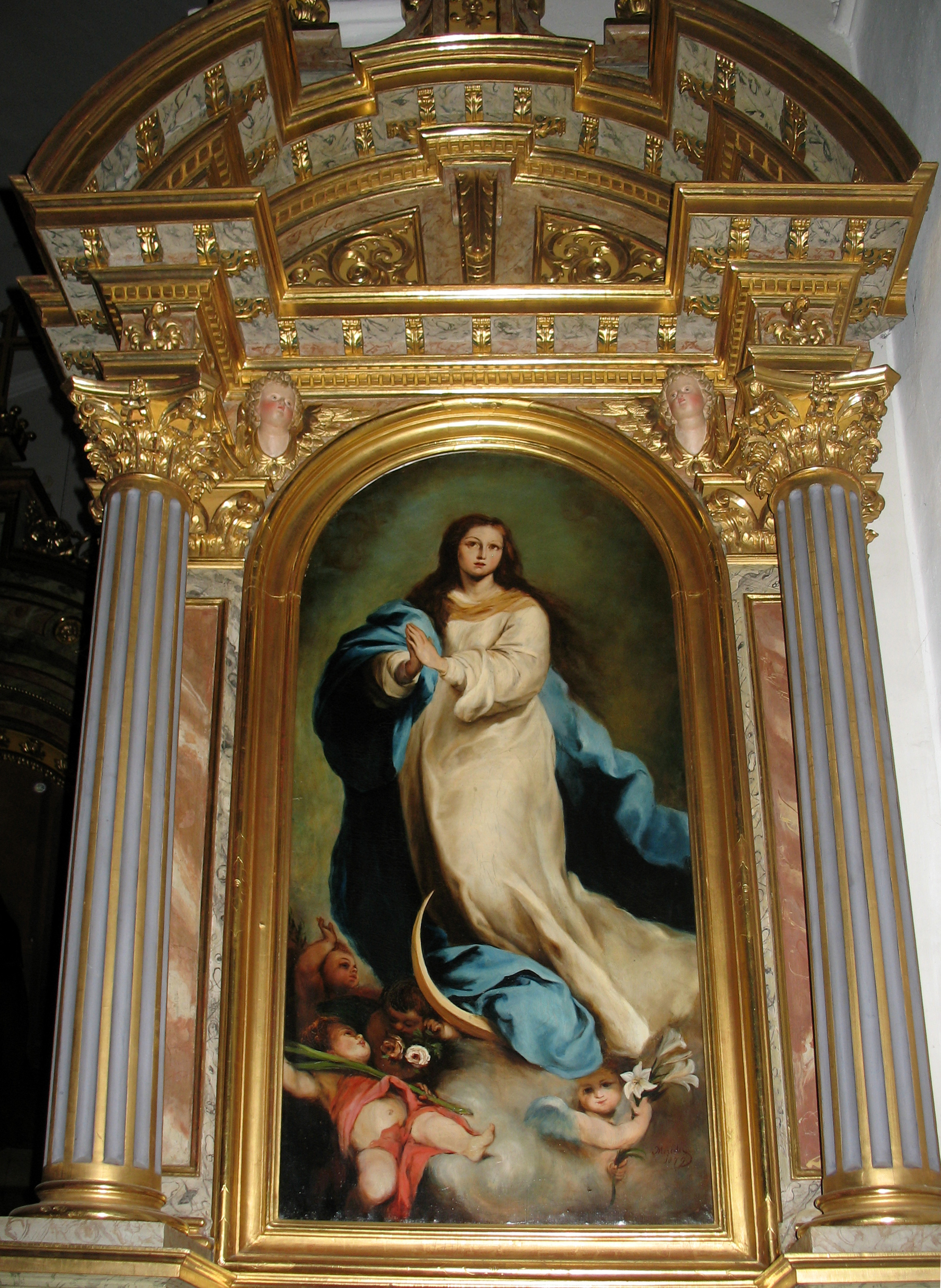
Maria Immaculata, peinture d'après Murillo, dans l'église S.Antony, par Josef Moroder-Lusenberg, 1876.
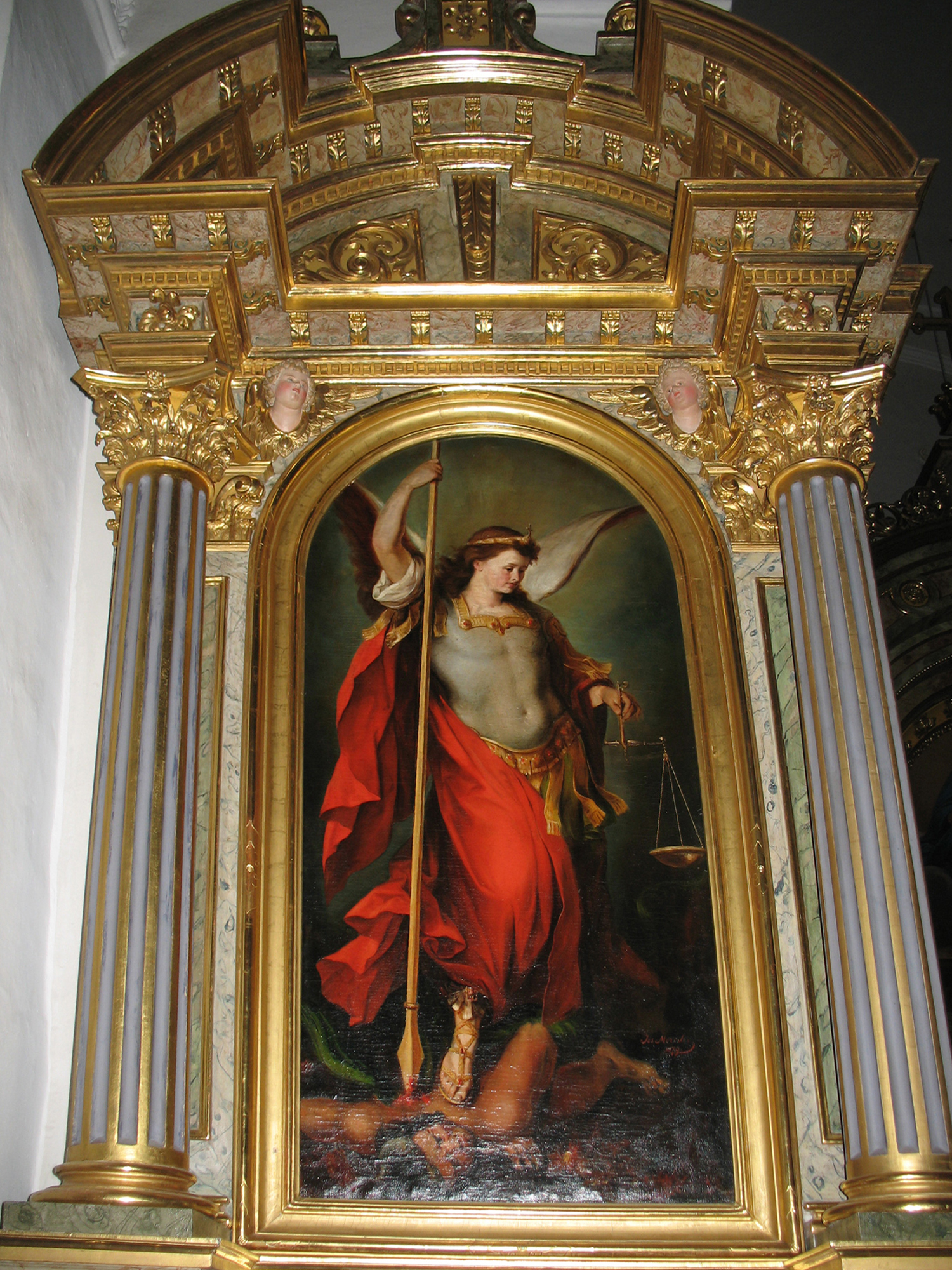
Archange Michael dans l'église S.Antony par Josef Moroder-Lusenberg, 1876.
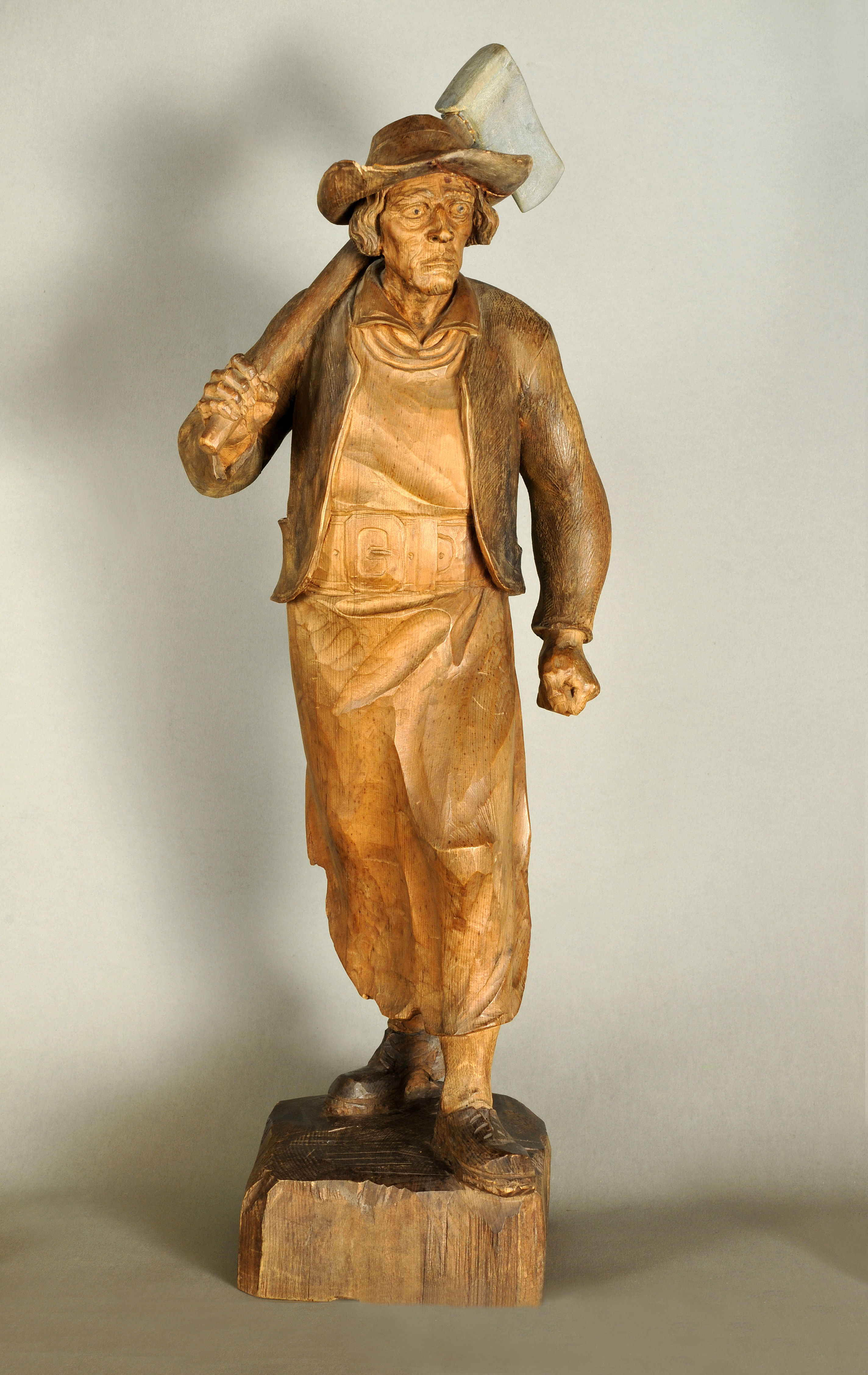
Bûcheron sculpté en pin suisse par Josef Moroder-Lusenberg.
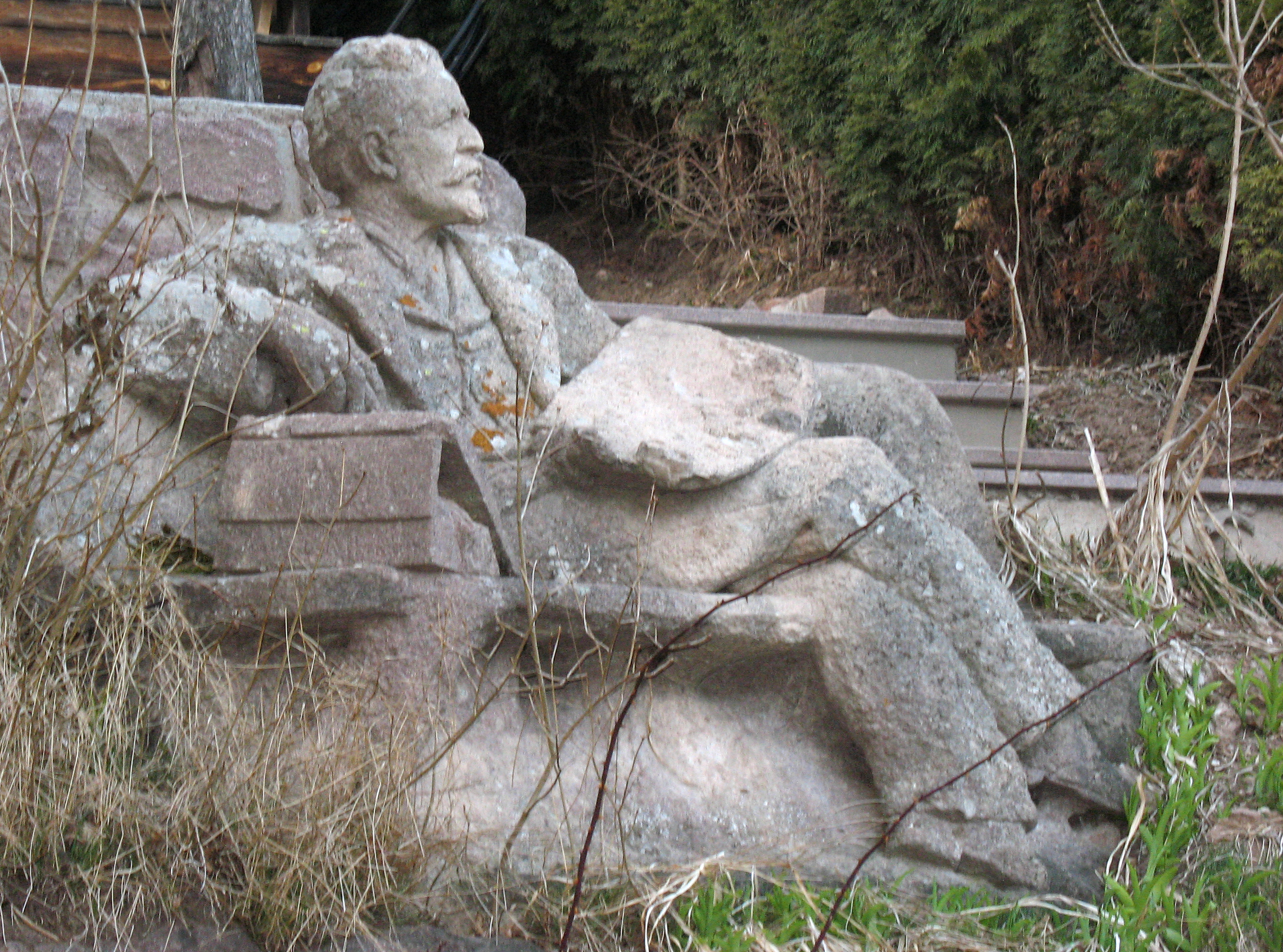
Monument à l'artiste par son fils Johann Baptist Moroder, 1896.
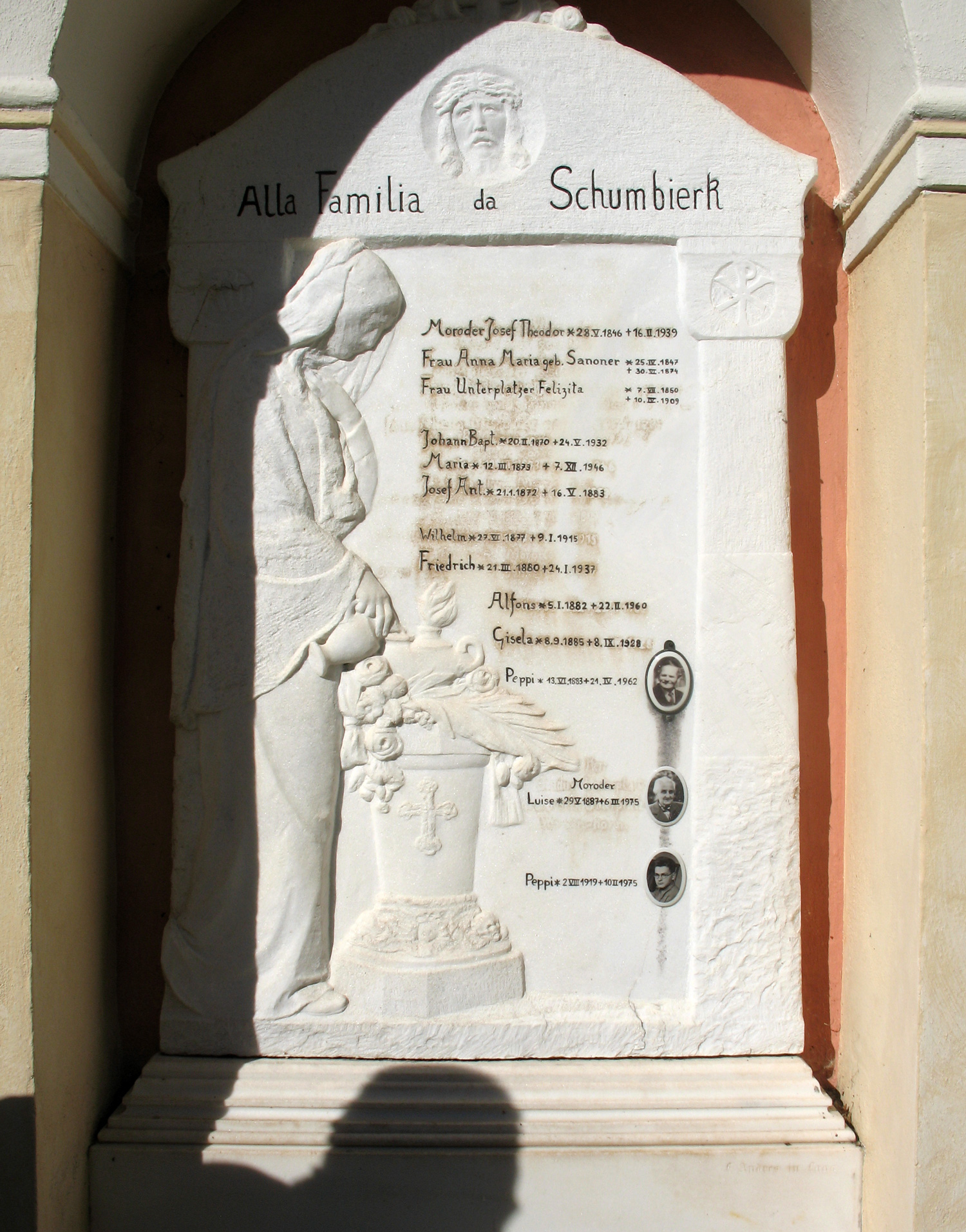
Tombe familiale de l'artiste à Urtijëi par le fils Johann Baptist 1928.